# Saint Louis FC
Der Saint Louis Football Club war ein US-amerikanisches Fußball-Franchise der United Soccer League aus Fenton, Missouri, einem Vorort von St. Louis.

## Geschichte
Die SLSG Pro LLC erwarb am 1. Mai 2014 die Rechte ein USL Pro Franchise zu stellen. Am selben Tag wurde auch bekannt, dass die Heimspiele im St. Louis Soccer Park in Fenton, Missouri ausgetragen werden. Als erster Trainer konnte der Direktor des Jugendfußballclubs Saint Louis Scott Gallagher, Dave Schilly, verpflichtet werden.
Am 2. Juni 2014 gab SLSG Pro bekannt, dass die neue Mannschaft Saint Louis Football Club heißen wird. Am 13. Januar 2015 wurde der ehemalige Spieler des AC St. Louis, Mike Ambersley, als erster Spieler der Mannschaft verpflichtet. Am 16. Januar 2015 wurde die Partnerschaft mit der Major-League-Soccer-Mannschaft Chicago Fire vorgestellt.
Wegen der finanziellen Einbußen durch die COVID-19-Pandemie wurde die Mannschaft nach der Saison 2020 vom Spielbetrieb zurückgezogen.

## Stadion
- Toyota Stadium; Fenton, Missouri

Der World Wide Technology Soccer Park ist ein Komplex mit insgesamt 4 Fußballfeldern. Auf dem Hauptplatz, dem Toyota Stadium, werden die Heimspiele des Saint Louis FCs ausgetragen. Insgesamt finden dort 6.200 Zuschauer Platz. Das Stadion befindet sich in Fenton, einer Vorstadt von St. Louis. Eigentümer ist die Jugendfußballorganisation St. Louis Scott Gallagher.

## Organisation

### Eigentümer
Eigentümer des Franchises ist die SLSG Pro LLC. Diese wiederum ist verbunden mit einer der größten Jugendfußballorganisation der USA, dem St. Louis Scott Gallagher Soccer Club.

### Management
Der Chief Executive Officer der SLSG Pro LLC ist der ehemalige Fußballspieler und Unternehmer Jim Kavanaugh. Er ist auch CEO und Gründer des IT-Unternehmens World Wide Technology. Kavanaugh spielte von 1986 bis 1987 in der Major Indoor Soccer League. Unterstützt wird er von Tom Strunk, Chief Finance Officer, der auch bei World Wide Technology diese Rolle ausführt.

## Fans und Rivalen

### Fangruppierungen
Der offizielle Fanclub des St. Louis FC sind die St. Louligans. Diese gründeten sich bereits 2010 um die damalige Fußballmannschaft AC St. Louis zu unterstützen. Die St. Louligans unterstützen auch andere Mannschaften aus der Region.